# Nedokončená autosocha Járy Cimrmana
Nedokončená autosocha Járy Cimrmana se nachází u silnice v Uherském Brodě v okrese Uherské Hradiště ve Zlínském kraji.

## Historie a popis díla
Autosocha Járy Cimrmana je pískovcová skulptura, se zcela strhanými rysy, kterou nedokončil významný český „génius“ Jára Cimrman. Skulpturou ztvárnil svou vlastní osobu v nadživotní velikosti. Skulptura byla „objevena“ na současném místě při výsadbě stromů. Pohled sochy směřuje k vesnici Liptákov, Velehradu a místní skládce odpadů.

### Text na informační tabuli k dílu
Podle kovové informační tabule umístěné na autosoše:
| „ | Zde stojí autosocha velikána Járy Cimrmana Pískovcová socha, u níž se právě nacházíte, je pravděpodobně autosochou významného českého génia Járy Cimrmana, která zde byla nalezena při výsadbě stromů. Autosochařství navazovalo na styl autobusty a volně se rozšířilo do moderní fotografie selfie. Socha byla v zemi uložena hlavou dolů. Autor tak chtěl pravděpodobně dát sochařskou podobu filozofickému směru headomismu, pozdějšímu hédonismu. Socha byla ze země ihned vyzvednuta a na témž místě znovu vztyčena. Rysy obličeje, jak už to u mistrových děl bývá, byly všechny strhané. Další indicií, která pomohla určit pravost díla je, že socha není natočena ani k Uherskému Brodu, ani k Vídni, kterou Jára Cimrman vysloveně neměl rád, ale k obci Liptákov. Tímto směrem je také místní skládka, ale zároveň i poutní místo Velehrad. | “ |

## Galerie

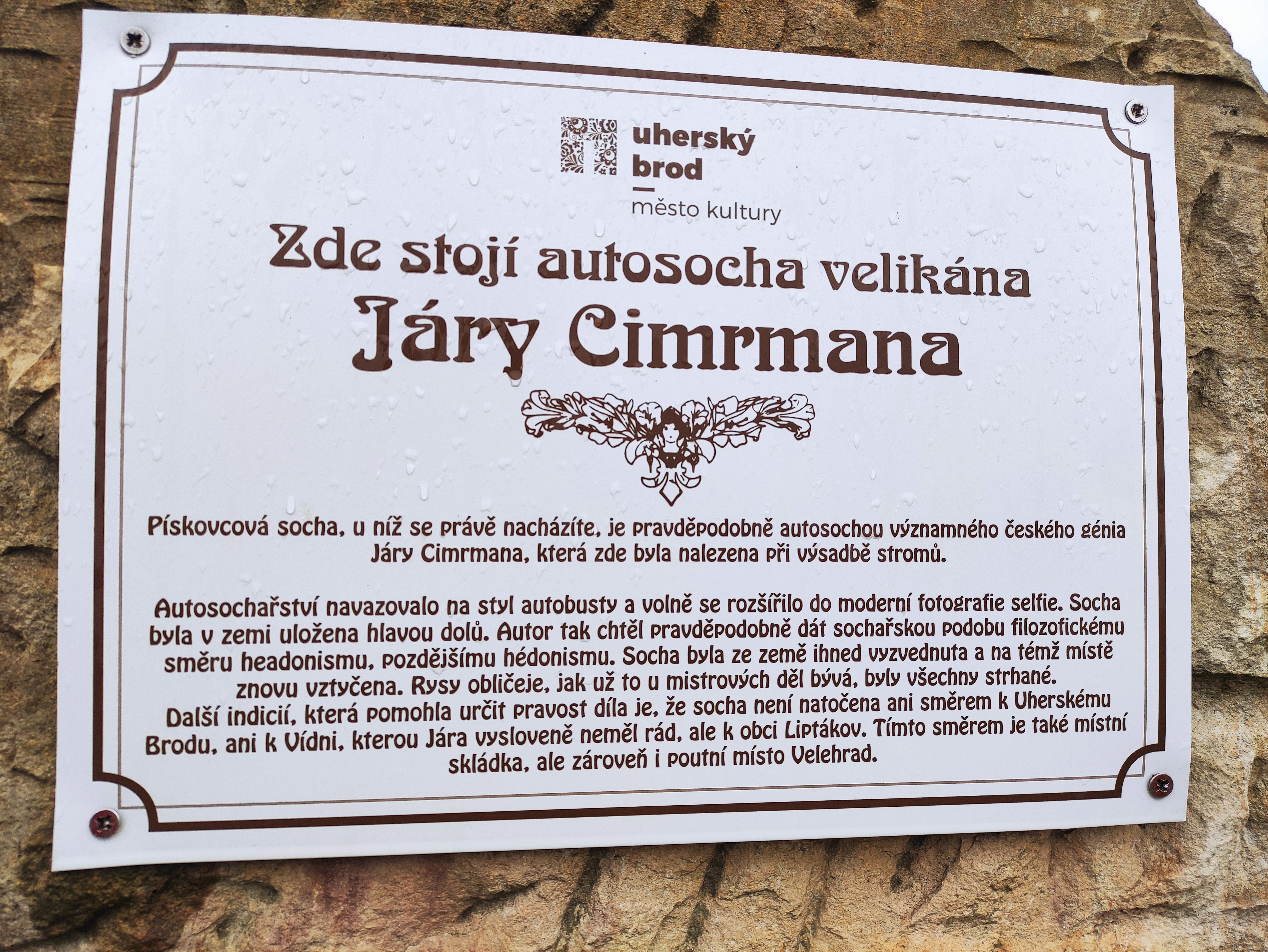
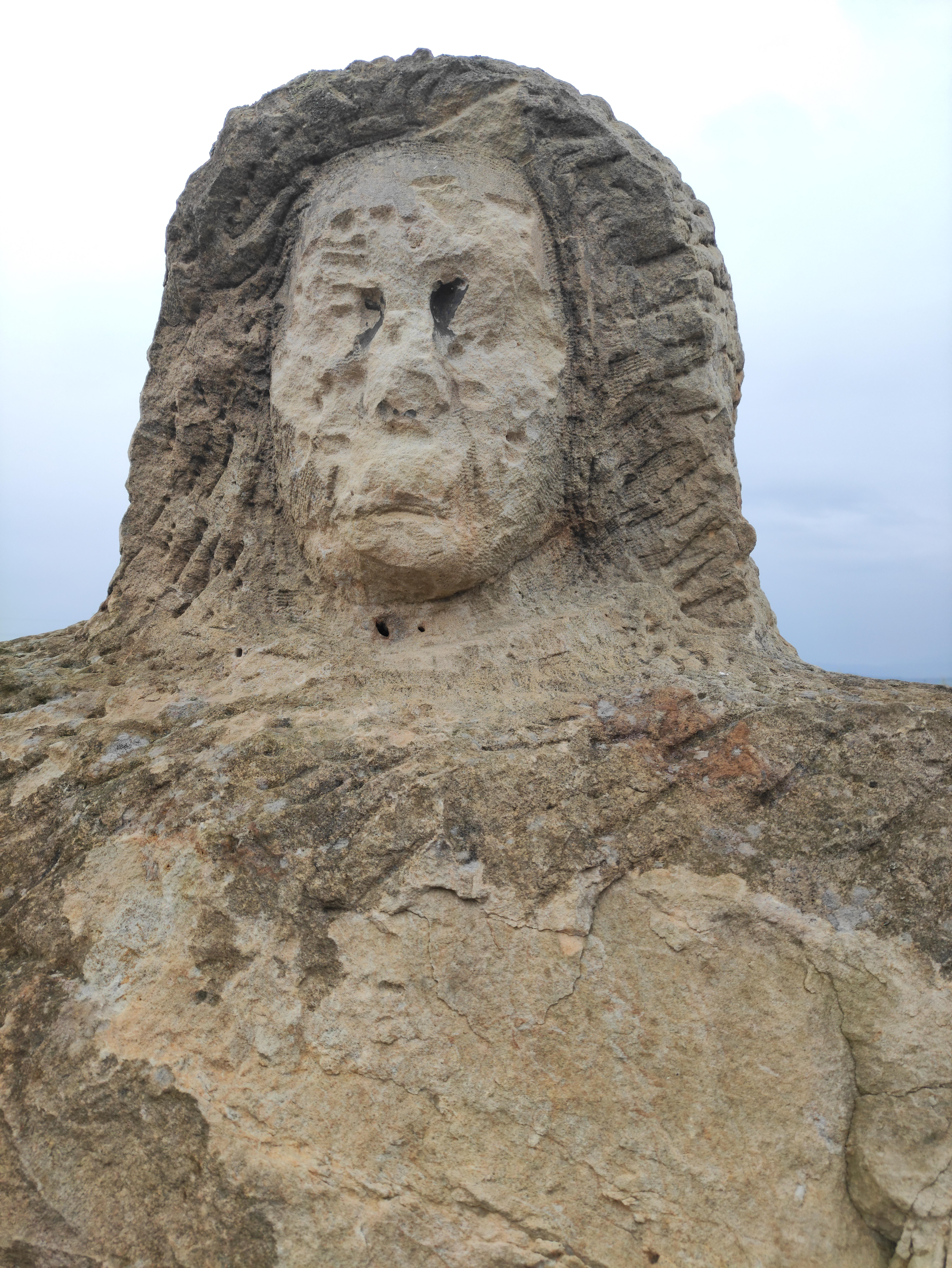
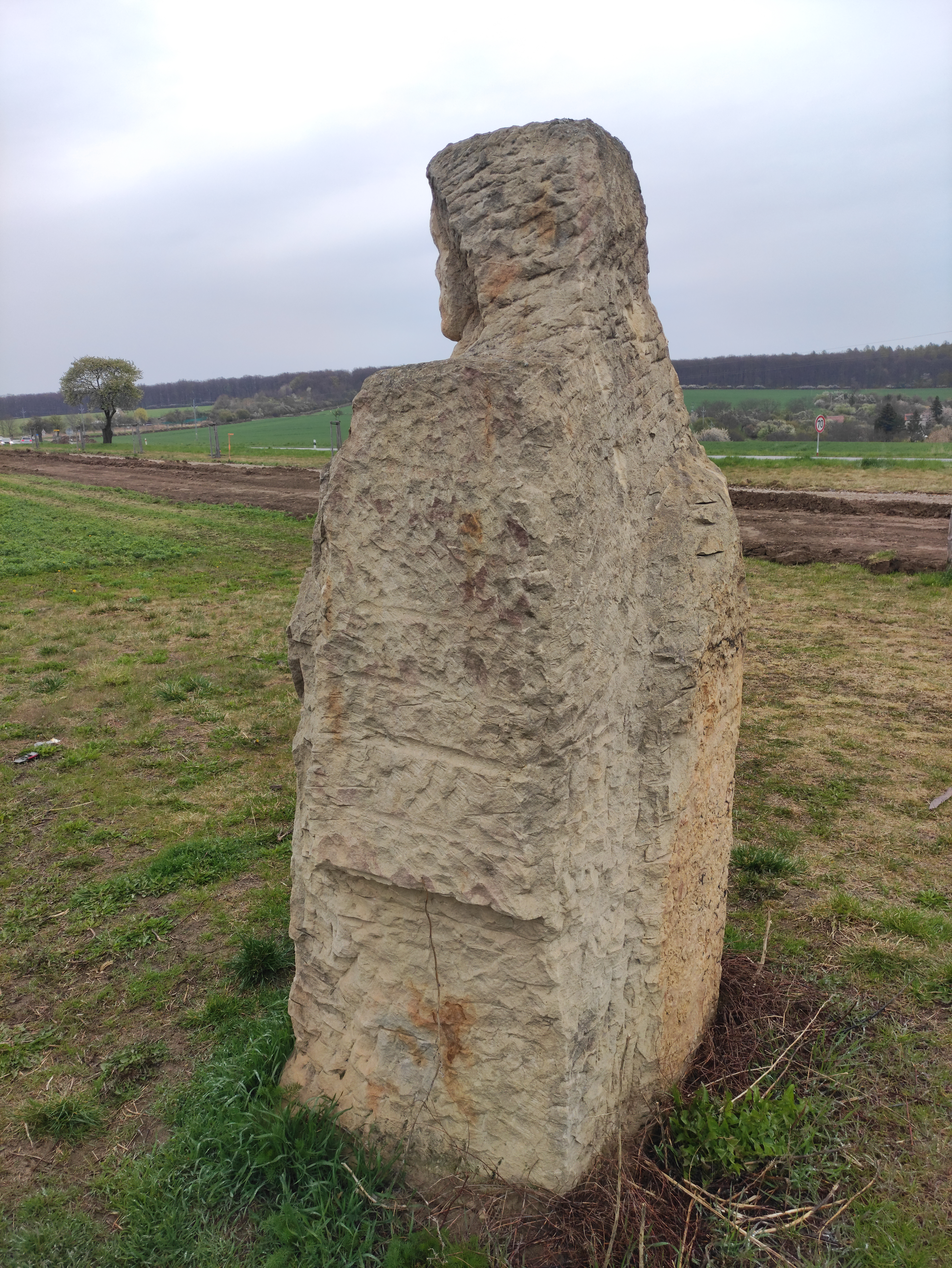
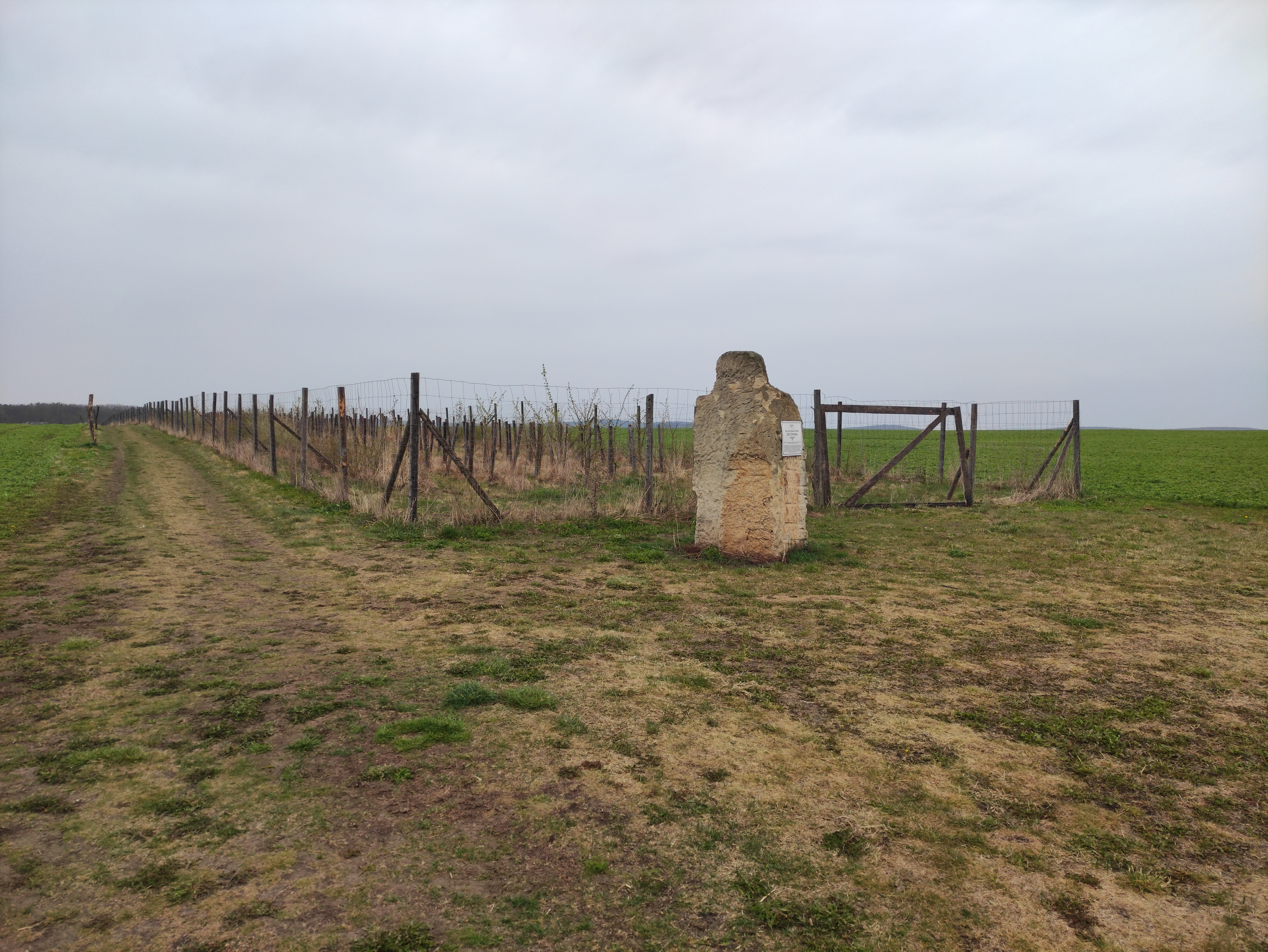